# Antef Tsoungui
Antef Tsoungui (Brussel, 30 december 2002) is een Belgisch voetballer die doorgaans als verdediger speelt. Hij staat onder contract bij Feyenoord.

## Carrière
Tsoungui werd geboren in België als zoon van een vader van Kameroense oorsprong en een moeder van Italiaanse oorsprong. Op vijfjarige leeftijd verhuisde hij naar Engeland. In 2018 ruilde hij de jeugdopleiding van Chelsea FC voor die van Brighton & Hove Albion.

### Brighton
Op 24 augustus 2021 maakte Tsoungui zijn officiële debuut in het eerste elftal van Brighton & Hove Albion: in de League Cup-wedstrijd tegen Cardiff City (0-2-winst) kreeg hij een basisplaats van trainer Graham Potter. Tsoungui speelde de hele wedstrijd mee. Dit bleef zijn enige wedstrijd voor het eerste van Brighton.

#### Verhuur aan Lommel
Op 31 januari 2023 leende Brighton & Hove Albion hem voor de rest van het seizoen uit aan de Belgische tweedeklasser Lommel SK. Na vijf wedstrijden werd het huurcontract verbroken en keerde Tsoungui terug naar Brighton.

### Feyenoord
Op 12 juni 2023 werd bekend dat Tsoungui de overstap maakt naar Feyenoord, waar hij een contract tekent voor twee seizoenen, met een optie voor nog één jaar. Twee weken later verhuurde Feyenoord Tsoungui aan FC Dordrecht.

#### Verhuur aan FC Dordrecht
Medio 2023 huurde FC Dordrecht Tsoungui voor een jaar van Feyenoord. Hij debuteerde in voor Dordrecht in de eerste speelronde van het seizoen 2023/24 tegen NAC Breda, waarbij hij meteen zijn eerste en enige doelpunt scoorde. Hij maakte na zeventig minuten de 2-0 op aangeven van Jari Schuurman. Ondanks het doelpunt eindigde de wedstrijd in 2-2. Hij was vrijwel het gehele seizoen basisspeler in het elftal van Michele Santoni en hij kwam dat seizoen tot 30 wedstrijden voor de club.

#### Verhuur aan OH Leuven
In de zomer van 2024 keerde Tsoungui terug naar Feyenoord. Ondanks concrete interesse van NAC Bredaen Wycombe Wanderers,  werd hij uitgeleend aan OH Leuven. Na twee wedstrijden op de bank en twee optredens tegens Standard Luik en Sint-Truiden scheurde Tsoungui zijn kruisband, waardoor hij de rest van het seizoen was uitgeschakeld.

## Clubstatistieken
| Seizoen | Club                   | Competitie      | Competitie | Competitie | Beker | Beker | Overig | Overig | Totaal | Totaal |
| Seizoen | Club                   | Competitie      | Wed.       | Dlp.       | Wed.  | Dlp.  | Wed.   | Dlp.   | Wed.   | Dlp.   |
| ------- | ---------------------- | --------------- | ---------- | ---------- | ----- | ----- | ------ | ------ | ------ | ------ |
| 2021/22 | Brighton & Hove Albion | Premier League  | 0          | 0          | 1     | 0     | 0      | 0      | 1      | 0      |
| 2022/23 | → Lommel SK            | Eerste klasse B | 2          | 0          | 0     | 0     | 3      | 0      | 5      | 0      |
| 2023/24 | → FC Dordrecht         | Eerste divisie  | 28         | 1          | 2     | 0     | 0      | 0      | 30     | 1      |
| 2024/25 | → Oud-Heverlee Leuven  | Eerste klasse A | 2          | 0          | 0     | 0     | 0      | 0      | 2      | 0      |
| Totaal  | Totaal                 | Totaal          | 32         | 1          | 3     | 0     | 3      | 0      | 38     | 1      |

Bijgewerkt op 3 juli 2025.